# Trichocepheus lamellatus
Trichocepheus lamellatus är en kvalsterart som beskrevs av Balogh och Sandór Mahunka 1966. Trichocepheus lamellatus ingår i släktet Trichocepheus och familjen Tetracondylidae. Inga underarter finns listade i Catalogue of Life.